# Costa dels Romanins
La Costa dels Romanins és un pendent boscós del poble de Ceuró al municipi de Castellar de la Ribera (Solsonès) situada al vessant nord-occidental de la rasa de les Forques entre el Tossal Roig (a ponent) i la masia de Vilaprinyó (a llevant).